# Sainfeldita
La sainfeldita es un mineral de la clase de los minerales fosfatos, y dentro de esta pertenece al llamado “grupo de la hureaulita”. Fue descubierta en 1964 en una mina del Alto Rin, en la región de Alsacia (Francia), siendo nombrada así en honor de Paul Sainfeld, mineralogista francés. Un sinónimo es su clave: IMA1963-018.

## Características químicas
Es un arseniato hidroxilado de calcio. El grupo de la hureaulita al que pertenece son arseniatos hidratados de metales ligeros.
Es isoestructural monoclínico con la hureaulita ((Mn2+)5(PO3OH)2(PO4)2·4H2O) y con la villyaellenita ((Mn2+)5(AsO3OH)2(AsO4)2·4H2O).
Químicamente es muy similar a la más hidratada ferrarisita (Ca5(AsO3OH)2(AsO4)2·9H2O).
Además de los elementos de su fórmula, suele llevar como impureza cobalto.

## Formación y yacimientos
Es un mineral que se forma como secundario en filones abandonados de explotación minera, como producto postmina en una reacción a baja temperatura de la ganga de carbonato con fluidos conteniendo arsénico por lixiviado de rocas conteniendo este elemento.
Suele encontrarse asociado a otros minerales como: picrofarmacolita, farmacolita, ferrarisita, rauenthalita, fluckita, phaunouxita, calcita, lollingita o irhtemita.